# Kadadenahalli, Malur
Kadadenahalli là một làng thuộc tehsil Malur, huyện Kolar, bang Karnataka, Ấn Độ.